# Херсонський фаховий коледж музичного мистецтва
Херсонський фаховий коледж музичного мистецтва (до 2020 - Херсонське музичне училище) — вищий навчальний заклад I рівня акредитації в Херсоні.

## Історія
18 травня 1905 року за ініціативи співака та диригента Якова Володимировича Дюміна в Херсоні було відкрито відділення Імператорського Російського музичного товариства. 1908 року класи були перетворені в училище.
У 1920—1930 назва і статус закладу неодноразово змінювались: музична школа І-ІІ ступенів (1920—1921); музичний технікум (1921—1922); професійна музична школа (1922—1923); професійні музичні курси (1923—1925); музпрофшкола (1925—1930); музично-театральний технікум (1930—1936); з 1936 року — музичне училище.
У роки німецько-радянської війни діяльність училища була припинена, та відновлена 1945 року після визволення міста.
1951 року училище переведено у систему культосвітніх навчальних закладів, у зв'язку з цим скоротилась кількість спеціалізацій, залишились народний, духовий та диригентсько-хоровий відділи.
1959 року училище було повернуто в систему навчальних закладів музичного мистецтва. Відновилась діяльність провідних відділів — фортепіанного, струнного, а з 1961 відкрито відділ теорії музики, на якому з 1975 року існує клас композиції.
До 100-річчя навчального закладу, яке відбулось 2008 року, відкрито музей училища, який розташовано у читальному залі бібліотеки центрального навчального корпусу.
У 2020 заклад отримав сучасну назву. У 2021 працівники закладу звертались до Президента України з проханням не допустити б'єднання Херсонського фахового коледжу музичного мистецтва та Херсонського фахового коледжу культури і мистецтв.

## Напрямки навчання
В училищі існують дев'ять спеціалізацій:
- фортепіано
- оркестрові струнні інструменти
- оркестрові духові та ударні інструменти
- народні інструменти
- народна інструментальна музика
- спів
- хорове диригування
- теорія музики
- музичне мистецтво естради

## Викладачі
- Кисіль Віктор Іванович ( 22 березня 1950 - 2 травня 2021) — диригент оркестру, заслужений працівник культури України.
- Грищенко Галина Сергіївна (1928—1982) — оперна співачка і педагог, учениця Н. М. Бартош-Седенко.
- Керпатенко Юрій Леонідович (1976–2022) — диригент, оркестровщик, баяніст. Головний диригент Херсонського музично-драматичного театру ім. Миколи Куліша [2].

## Відомі випускники
- Лелеко Наталя Віталіївна — народна артистка України.